# Rolf-Liebermann-Studio

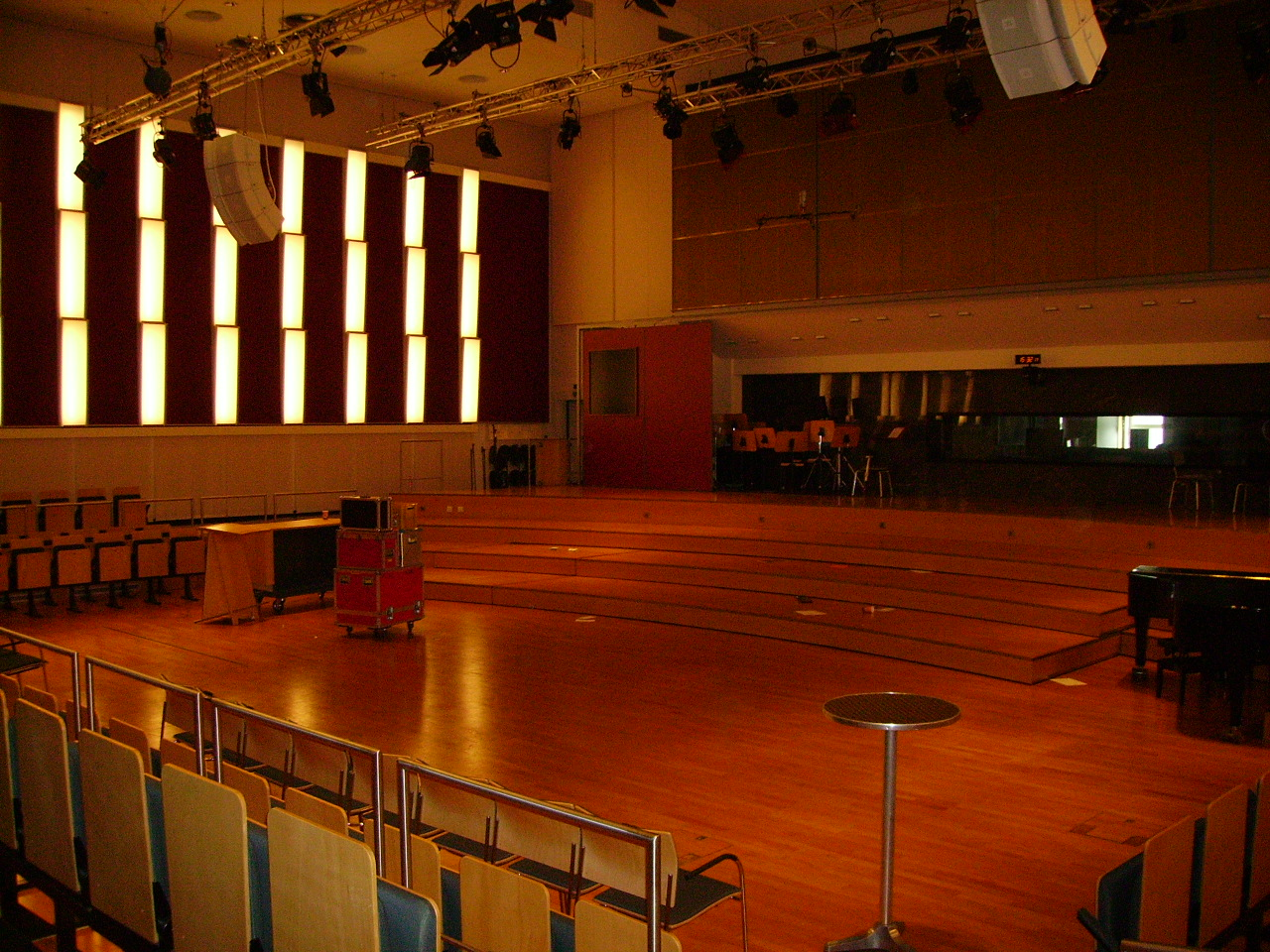
Blick in das Studio

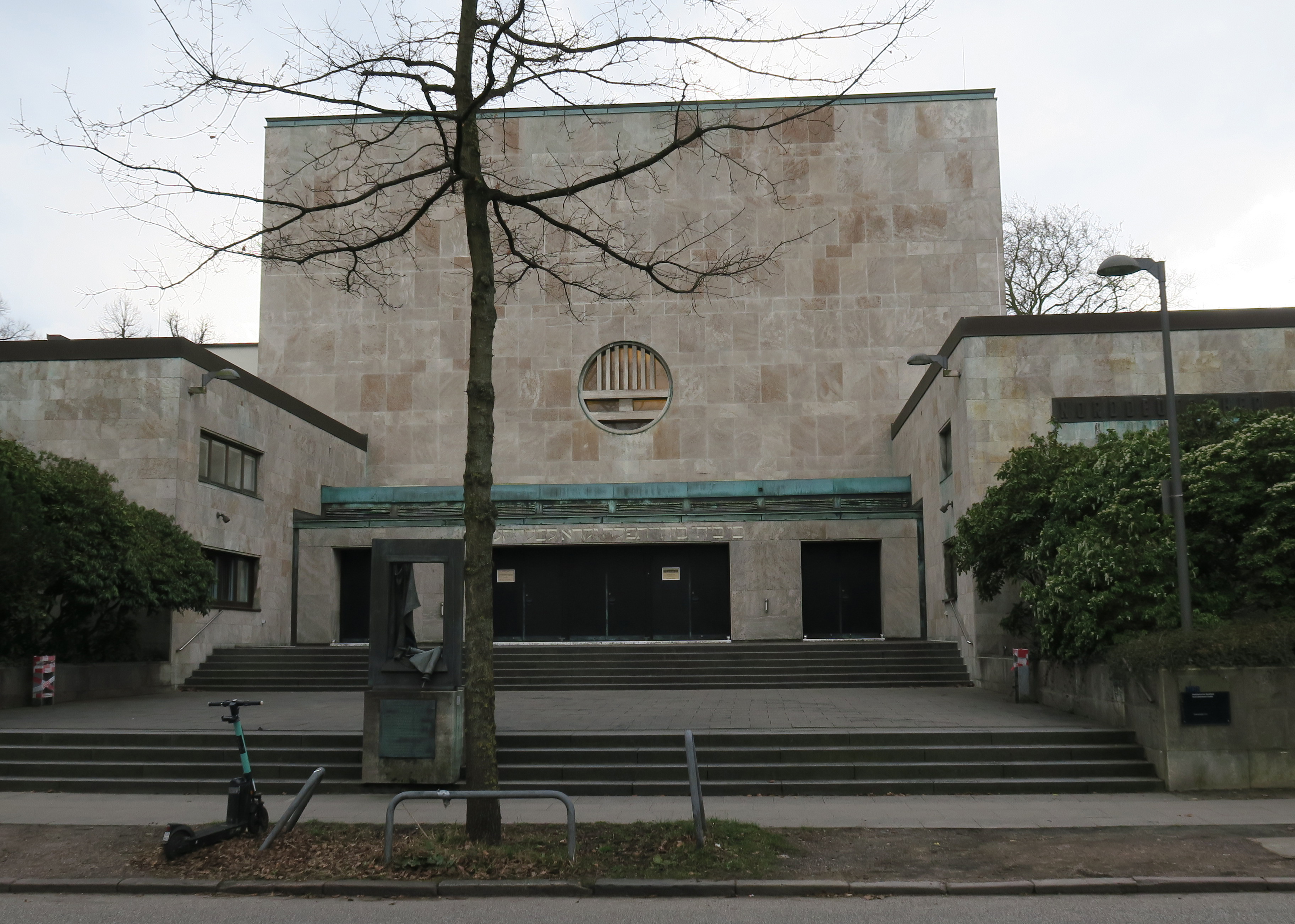
Das Studio von außen

Das Rolf-Liebermann-Studio ist ein großes Tonstudio des Norddeutschen Rundfunks (NDR) in der Oberstraße 120 in Hamburg, benannt nach dem ehemaligen Leiter der Hauptabteilung Musik des NDR, Rolf Liebermann. Das Studio trägt diesen Namen seit der am 6. März 2000 fertiggestellten Renovierung, es hieß zuvor „Studio 10“ oder „Großer Sendesaal des Funkhauses Hamburg“. Nach dieser Renovierung hat es bis zu 455 Sitzplätze und fasst auf der Bühne ein vollständiges Sinfonieorchester.

## Geschichte
Das Studio ist eine ehemalige Synagoge, der Israelitische Tempel an der  Oberstraße (Grundsteinlegung am 19. Oktober 1930, Einweihung am 30. August 1931, erbaut von Felix Ascher), der bei den Novemberpogromen 1938 verwüstet und dann geschlossen wurde. Nach dem Ende des Zweiten Weltkriegs mietete der damalige Nordwestdeutsche Rundfunk (NWDR) das Gebäude und baute es zu einem Konzertsaal und Studio um. 1953 schließlich erfolgte der Kauf von der Jewish Trust Corporation. Seit 1982 steht das kubische Gebäude im Bauhausstil unter Denkmalschutz.

## Produzierte Sendungen
Viele wichtige und bekannte Hörfunksendungen werden und wurden in diesem Studio produziert, darunter
- durch Hans Rosenthal Sendungen wie Wer fragt, gewinnt, Spaß muß sein oder Kleine Leute, große Klasse. Eine seiner erfolgreichsten Quizsendungen hatte hier im Januar 1963 Premiere: Allein gegen alle.
- Sonntakte
- das neue werk